# Rétegtan

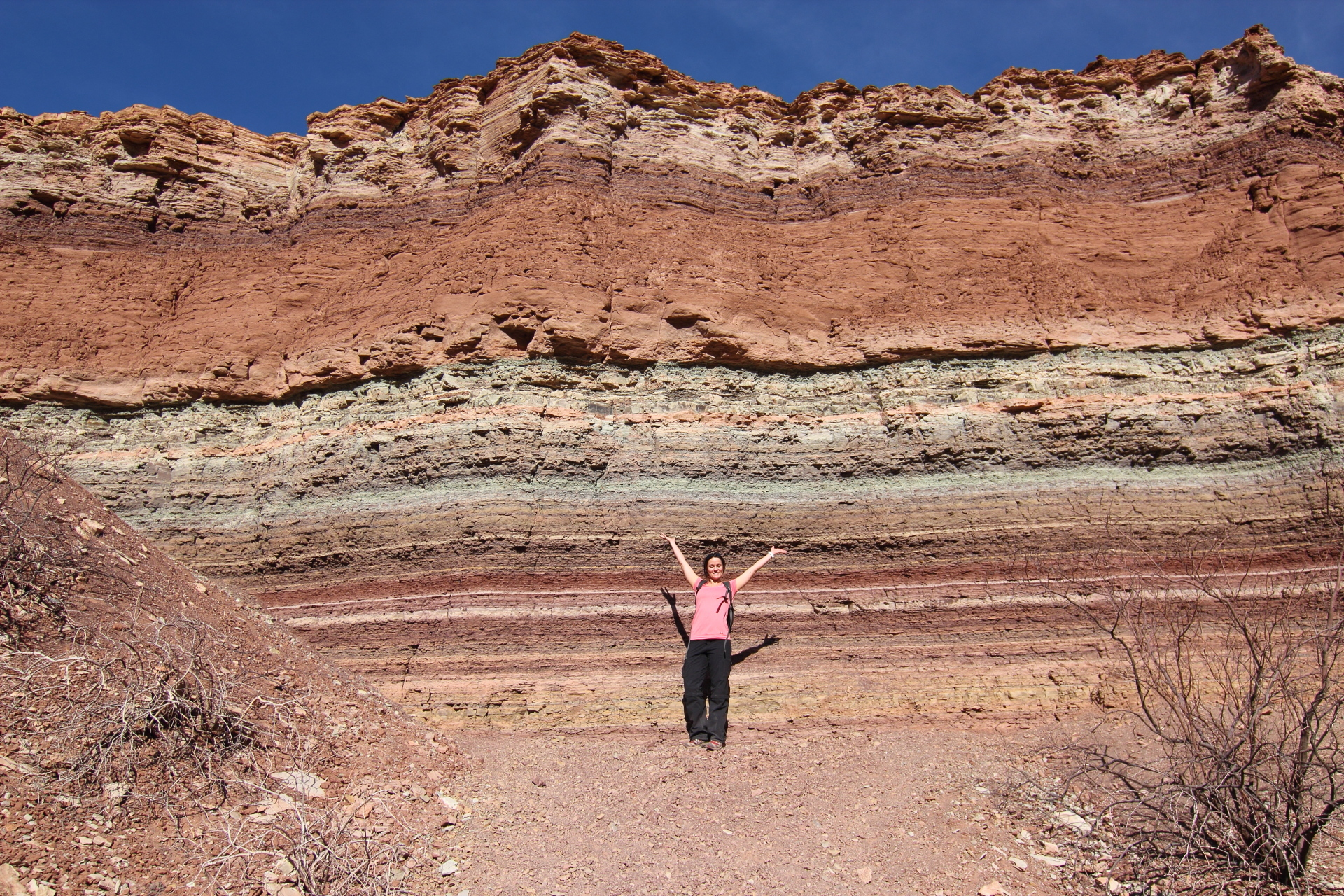
Geológiai rétegek Argentínában

A rétegtan (sztratigráfia) a geológia azon ága, amely a rétegzett üledékes és vulkanikus kőzeteket vizsgálja. Két alapvető kutatási területe:
- a kőzeteket leíró kőzetrétegtan (litosztratigráfia),
- a kőzetek keletkezésének idejét és körülményeit a bennük talált fosszíliák alapján jellemző biosztratigráfia.

Ma már nemcsak a Föld, de több más égitest belső felépítéséről is vannak adataink, ezért
- a Hold,
- a Mars,
- a Merkúr,
- a Vénusz és
- a Jupiter Galilei-holdjainak

különböző léptékű rétegtani térképeit is összeállították már.

## Kialakulása

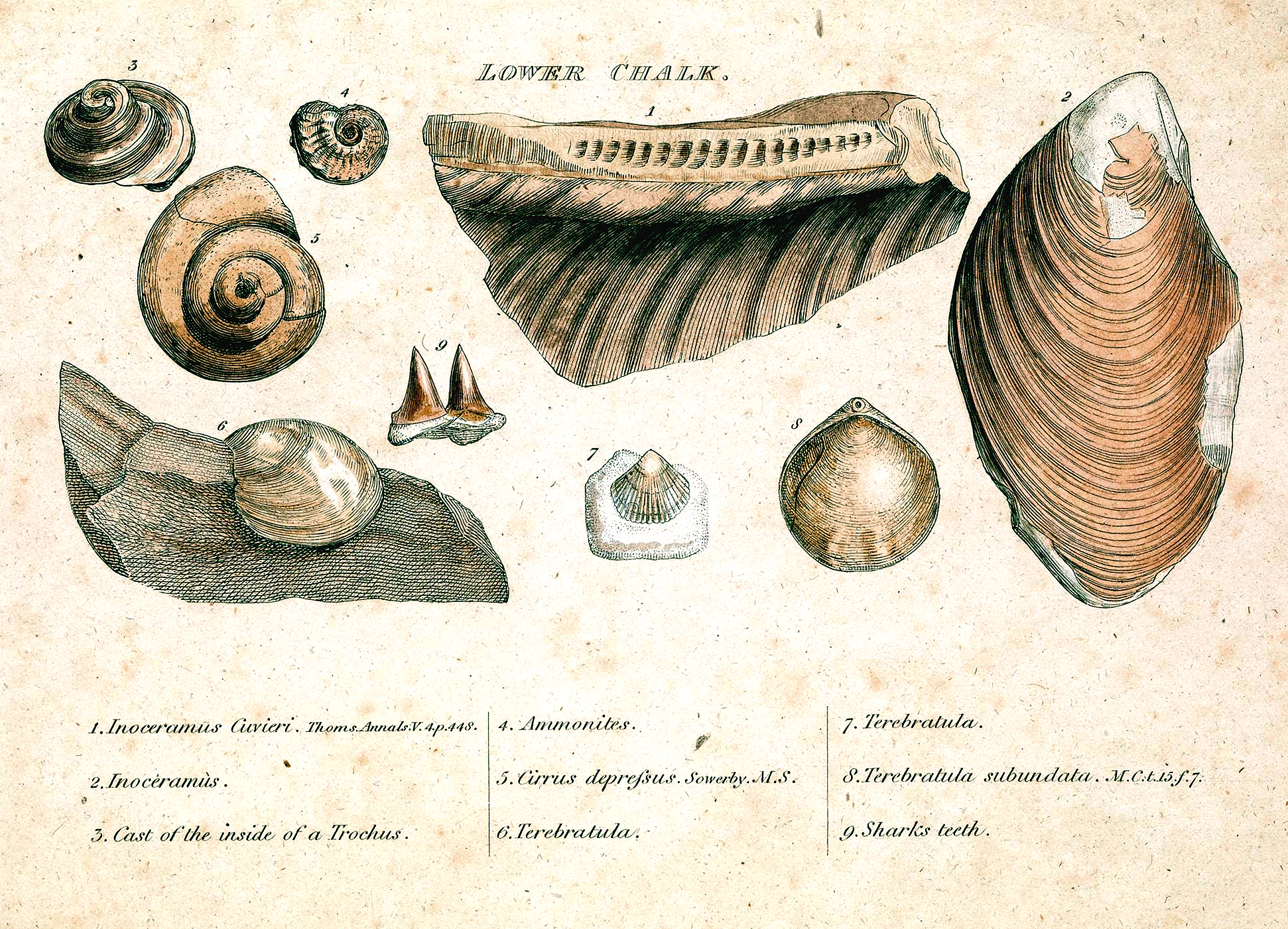
Metszet William Smithnek a kőzetrétegek fosszília-alapú azonosításáról szóló monográfiájából

A rétegtan elméleti alapjait Nicolaus Steno dán geológus fektette le 1669-ben, amikor meghatározta, hogyan fosszilizálódnak az élőlények maradványai az üledékes kőzetekben. Egyúttal felismerte és megfogalmazta az üledékes rétegek egymáshoz való viszonyát befolyásoló alapelveket amelyek:
- települési törvény
- eredeti vízszintesség törvénye
- laterális folytonosság elve, és a
- metsződés törvénye néven ismertek.

A modern rétegtan tudományában ezek a törvények a mai napig szinte változatlan formában érvényesek, és ismeretük a terepen dolgozó geológusok számára nélkülözhetetlen.
A rétegtan első jelentős gyakorlati alkalmazója az angol geológia atyjaként ismert William Smith volt az 1790-es években és a 19. század elején. Miközben elkészítette Anglia első geológiai térképét, felismerte a kőzetrétegek egymásra településének alapvető jellegzetességeit és azt, hogy az azonos korú rétegeket jellemző fosszíliáik alapján jelölhetjük ki.

Johannes Walther (1894-ben) felismerte, hogy a kőzetekben található ősmaradványok egy adott élőhelyet jelölnek, amelyek a rétegsorban vertikálisan haladva ugyanúgy következnek egymás után, ahogyan egykor egymás mellett voltak. Ezt a szabályt a rétegtan fáciesek egymásra településének törvénye néven (vagy rövidebben Walther törvényként) ismeri.
Az 1800-as évek elején Georges Cuvier és Alexandre Brongniart Párizs környékén végzett alapvető kutatásokat.

## A litosztratigráfia
A sztratigráfia a földtörténeti kutatások során fejlődött ki és ebben az üledékes kőzetek játszották a legfontosabb szerepet. Maga a rétegtan elnevezés is innen származik és terjedt el a többi kőzettípus vizsgálatára (magmás és üledékes). Mivel a rétegtan a kőzettestek megjelenésével, településével, fizikai tulajdonságok alapján történő megkülönböztetésével, a kőzettestek tagolásával foglalkozik, benne egyes vizsgálati diszciplína ágak alakultak ki. Ezek közül a litosztratigráfia a kőzettani sajátosságokat vizsgálja, a biosztratigráfia a kőzettestekben előforduló ősmaradvány együtteseket, a kronosztratigráfia pedig a kőzetek korát méri és elemzi.
A litosztratigráfia a különböző kőzetrétegek egymásra rakódásának a tulajdonságait, illetve a fácies változásként ismert vízszintes irányú üledékképződési változatosságot vizsgálja. Sztratigráfia lényegi kutatási területe annak kiderítése, hogy alakultak kis az egyes kőzetrétegek bizonyos geometriai struktúrái és mit jelentett mindez az üledéklerakódások számára. A szuperpozíció törvénye szerint olyan sztratigráfiai környezetben, ahol ezt nem borították fel későbbi fizikai behatások, a korábban keletkezett rétegek alul, a későbbiek felettük helyezkednek el.
A litosztratigráfián belül is kialakult a kemosztratigráfia, amely a nyomelemek és izotópok arányának változását vizsgálja. A szén és az oxigén izotópjainak arányszáma az időben változik és ennek alapján lehetséges következtetéseket levonni az őskörnyezet változásairól. (Speciális ága az izotópsztratigráfia.)
Ugyancsak a litosztratigráfián belül alakultki a ciklosztratigráfia is, amely az ásványok, különösen a karbonátok, illetve a fosszíliák változatosságának gyakran ciklikus változásait vizsgálja. Ez azért lett fontos terület, mert a ciklikus változások az őséghajlat változásaihoz köthetők.

## Biosztratigráfia
A biosztratigráfia vagy paleontológiai sztratigráfia a kőzetrétegekben talált fosszíliákkal és a belőlük levonható következtetésekkel foglalkozik. A William Smith által lefektetett faunális egymásutániság elvére épül, amely megelőzte a biológiai evolúcióról szóló elméletet és amely jó alapot biztosít a fajok kialakulásának és kihalásának vizsgálatához. Az 1800-as években a biológiai sztratigráfia és a faunális egymásutániság bizonyítékai alapján kialakították a geológia időskála első változatait. Ezt a relatív időskálát használta a tudomány egészen addig, amíg meg nem jelent a radiometrikus kormeghatározás, ami már lehetővé tette a földtörténeti korok években kifejezett meghatározását is. Létrejött az ezzel foglalkozó kronosztratigráfia.
A Vail görbe a sztratigráfia által világszerte nyert adatok segítségével tesz kísérletet a világtengerek szintje historikus meghatározásához.
A sztratigráfia a gyakorlatban az olajgeológiában is hasznos: segíthet meghatározni a szénhidrogéneket tartalmazó természetes tározóként szolgáló kőzetek természetét és nagyságát.

## Kronosztratigráfia
A kronosztratigráfia a sztratigráfiának a kőzetek abszolút korát kutató ága. Geokronológiai adatokat és következtetések gyűjt a kőzetegységekről, hogy segítségükkel felállítható legyen az egy-egy régióban történt események időrendje. A kőzetek, a régiók és összességében a Föld geológiai történetének megértésében segít.

## Magnetosztratigráfia
Amikor a kőzetek mérhető mágneses tulajdonságai rétegenként változnak, tanulságos lehet az azonos tulajdonságokat mutató rétegek képezte magnetosztratigráfia egységek, vagy magnetozónák vizsgálata. A magnetosztratigráfiában leghasználhatóbb mágneses tulajdonságokat a Föld mágneses pólusainak megfordulásai idézték elő a kőzetekben. A földtörténet során a mágneses pólusok többször is helyet cseréltek. A keletkező kőzetrétegek rögzíthetik a korabeli mágneses mező irányát (paleomagnetizmus) és visszamaradt mágneses tulajdonságaik alapján összetartozó egységekbe rendezhetők a kőzetek.
A magnetosztratigráfiát mint kronosztratigráfiai technikát az üledékes és vulkáni sztratigráfiai szekciók kormeghatározására használják. A vizsgált területen bizonyos meghatározott távolságonként mintákat vesznek, majd meghatározzák a visszamaradt magnetizációt. Ez azért lehetséges, mert a mágneses ásványok nagyon finom szemcséi (<17 mikrométer) a vízbe hullva a Föld mágneses mezejének megfelelő pozíciót vesznek fel, apró iránytűkként viselkedve, és ahogy alátemetődnek, megőrzik ezt a pozíciót. Ha e pozíciók a Föld mágneses mezeje mai irányának megfelelnek, ezt normális polaritásnak nevezik, ha viszont azt mutatják, hogy az adott korban az északi mágneses pólus a déli rotációs pólushoz volt közel, fordított polaritásról beszélünk.

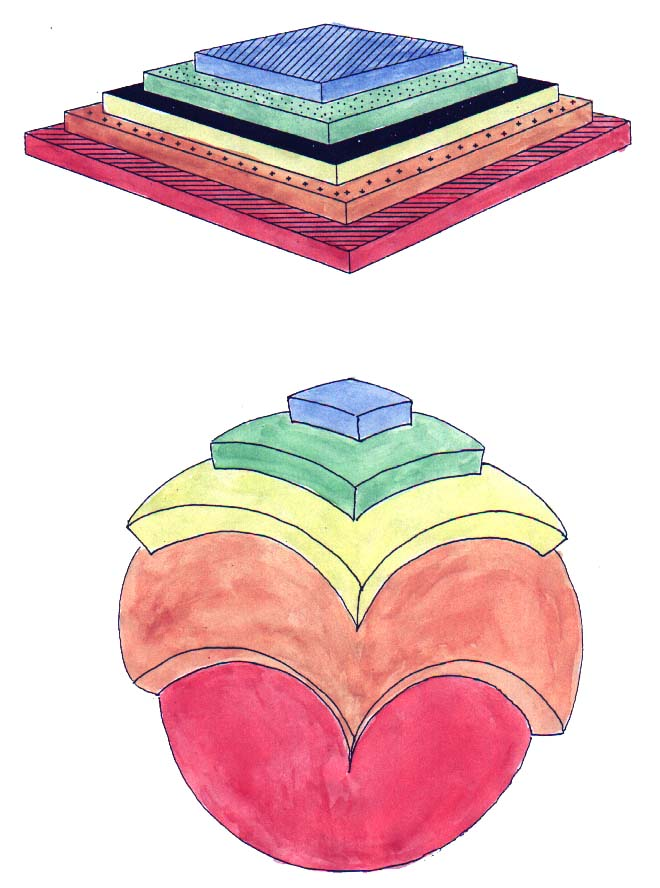
A holdi sztratigráfia emeletei.

## Planetáris sztratigráfia
A planetáris sztratigráfia jelenleg kizárólag távérzékelt adatokon alapszik. Ennek az az alapja, hogy szilárd felszínű bolygók és holdak felszínét a látható és más színképtartományban fényképezve az egyes felszíni jellegek, morfológia formák (pl. becsapódási kráterek, vetők) egymáshoz képesti helyzete, illetve egymást alakító jellege alapján a kialakulásuk relatív sorrendjére következtethetünk. Az egyes felszínek korára vonatkozóan pedig a becsapódási kráterek méret–gyakoriság-eloszlása alapján lehet relatív sorrendet felállítani, illetve bizonyos feltételezésekkel korskálát is ki lehet alakítani. Ez utóbbi eljárásnak az az alapja, hogy adott gyakoriságú meteorbecsapódási ráta esetén az idősebb felszínen több becsapódási nyomot kell találjunk, mint a fiatalabb felszínen.

### A Hold sztratigráfiája
A Hold volt az első égitest, amelyre a sztratigráfia Földön kifejlesztett, de más égitestre később kiterjesztett axiómáit alkalmazták (Shoemaker et al, 1962, Wilhelms, 1970a, 1970b, Wilhelms et al, 1971). A kőzettestek tulajdonságait, az átfedési viszonyokat először fotometriai úton, távcsöves fénykép-felvételekről, majd űrfelvételekről állapították meg.
A rétegtani térképező munka egyik összefoglalása a holdi rétegtani oszlop, amit mi most egy lépcsőzetes azték piramis formájában mutatunk be. Ebben fölsoroljuk a holdi rétegtan fő emeleteit, melyek egyúttal a holdi kőzetképződés nagy korszakait is jelentik.
A holdon a sugársávos kráterek a legfiatalabbak (Kopernikuszi emelet), ezeket követik lejjebb a még mindig fiatalosan tagolt morfológiájú, de már sugársáv nélküli kráterek (Eratoszthenészi emelet). Mindkét fiatalabb emelet rétegei többnyire csak kráternyi foltokban vannak jelen a Hold felszínén, bár előfordulnak Eratoszthenészi marék is (és a Tycho vagy a Kopernikusz kráter sávjai is messzire nyúlnak, különösen telihold idején láthatjuk ezt). A foltnyi rétegtani egységek alatt nagy kiterjedésű kőzettesteket alkotó két emelet következik. Az egyik az Imbriumi, mely az Imbrium medencéhez kapcsolódott a definiáláskor kijelölt területen (Imbriumi emelet). A másik, a még idősebb egység a Nektár medencéhez kapcsolódik (Nektári emelet). Legalul fekszik a krátermezőkkel borított terravidékek (pre-Nektári) emelete.

## Régészeti sztratigráfia
Az egymást követő rétegek relatív kronológiai sort alkotnak, az alsóbb réteg a régebbi, a felsőbb a fiatalabb. Zavaró tényezők, hogy az adott helyen(lelőhelyen)később élők gödröket ásnak a korábbi(mélyebben fekvő)rétegekbe, természetes folyamatok átrétegződést okozhatnak.

## Külső hivatkozások
- A Nemzetközi Sztratigráfiai Bizottság honlapja
- Holdi sztratigráfia[halott link]
- Magyarország litosztratigráfiai alapegységeiről